# カンバーランド郡 (ケンタッキー州)

ケンタッキー州内の位置

カンバーランド郡（Cumberland County）は、アメリカ合衆国ケンタッキー州内に位置する郡である。人口は7,147人（2000年）。郡庁所在地はw:Burkesville, Kentuckyである。この郡はカンバーランド川の名を取って命名された。

## 地理
アメリカ合衆国統計局によると、この郡は総面積805 km2 (311 mi2) である。このうち792 km2 (306 mi2) が陸地で13 km2 (5 mi2) が水地域である。総面積の1.61%が水地域となっている。
主要な水路はカンバーランド川及びこの郡の南部端にあるDale Hollow Lakeの小さな支流である。

### 隣接する郡
- アデア郡  (北)
- ラッセル郡  (北東)
- クリントン郡  (東)
- クレイ郡 (テネシー州)  (南)
- モンロー郡  (西)
- メトカーフ郡  (北西)

## 人口動勢
2000年国勢調査で、この郡は人口7,147人、2,976世帯、及び2,038家族が暮らしている。人口密度は9/km2 (23/mi2) である。4/km2 (12/mi2) の平均的な密度に3,567軒の住宅が建っている。この都市の人種的な構成は白人95.28%、アフリカン・アメリカン3.41%、先住民0.14%、アジア0.04%、太平洋諸島系0.06、その他の人種0.15%、及び混血0.91%である。ここの人口の0.60%はヒスパニックまたはラテン系である。
この郡内の住民は23.60%が18歳未満の未成年、18歳以上24歳以下が6.90%、25歳以上44歳以下が26.80%、45歳以上64歳以下が24.80%、及び65歳以上が17.90%にわたっている。中央値年齢は40歳である。女性100人ごとに対して男性は92.70人である。18歳以上の女性100人ごとに対して男性は89.10人である。
この郡内の世帯ごとの平均的な収入は21,572米ドルであり、家族ごとの平均的な収入は28,701米ドルである。男性は21,313米ドルに対して女性は16,548米ドルの平均的な収入がある。この郡の一人当たりの収入 (per capita income) は12,643米ドルである。人口の23.80%及び家族の16.40% は貧困線以下である。全人口のうち18歳未満の30.30%及び65歳以上の33.00%は貧困線以下の生活を送っている。

## 都市及び町
- Burkesville